# The Midnight Chase
The Midnight Chase – trzeci album studyjny szwedzkiej grupy heavymetalowej Crucified Barbara wydany 22 maja 2012 roku przez Verycords.

## Lista utworów
1. „Crucifier” – 3:25
2. „Shut Your Mouth” – 4:04
3. „Into the Fire” – 3:40
4. „Rules and Bones” – 4:46
5. „Everything We Need” – 3:17
6. „If I Hide” – 4:23
7. „Rock Me like the Devil” – 3:46
8. „Kid from the Upperclass” – 4:05
9. „The Midnight Chase” – 4:05
10. „Count Me In” – 5:00
11. „Rise and Shine” – 4:55

## Twórcy
- Mia Coldheart – gitara, śpiew
- Klara Force – gitara, wokal wspierający
- Ida Evileye – gitara basowa
- Nicki Wicked – perkusja, wokal wspierający
- Chips Kiesbye – produkcja, inżynier dźwięku
- Henryk Lipp – inżyniera dźwięku, miksowanie, mastering
- Hannes Söderlund – zdjęcia
- David Alayrangues – projekt okładki